# Mas que nada
Mas que nada is een bekend lied van de Braziliaanse muzikant Jorge Ben Jor uit 1963. Het nummer werd beroemd door de cover door Sérgio Mendes uit 1966. Het is daarna nog regelmatig gecoverd, onder meer in 1998 door het eurodance-project Echobeatz, dat op nummer 63 belandde in de Mega Top 100. In 2006 nam Mendes een nieuwe versie op met de Amerikaanse hiphop-groep The Black Eyed Peas.
De Portugese titel betekent zoiets als "mooi niet" of "zeker niet". (Het Spaanse "más que nada" betekent iets anders, namelijk "vooral" of "voornamelijk".)

## Origineel
Het nummer wordt hier vooral gezien als een hit van Sérgio Mendes, terwijl de versie van Jorge Ben Jor minder bekend is. In Brazilië is het juist omgekeerd. Zowel Sérgio Mendes als Jorge Ben Jor voerden het nummer nog regelmatig uit.
De zeer bekende inleiding van Mas que nada, door Sérgio Mendes en Brasil '66, was ook te horen in de film International Man Of Mystery uit 1997. Het gehele nummer verscheen op de bijhorende soundtrack en zorgde voor een nieuwe generatie fans, vooral in de Verenigde Staten. Een versie van het nummer werd door Nike zowel tijdens het Wereldkampioenschap voetbal in 1998 als 2006 gebruikt. De Kroatische cellist Walter Depalj maakte een arrangement van het nummer voor een cello-ensemble.
Het nummer Mas que nada werd in 1967 ook uitgebracht door de beroemde jazzartiest Dizzy Gillespie op het album Swing Low, Sweet Cadillac.
Het nummer is een bewerking van 'Nana Imboro' (1958) van de Braziliaanse artiest Jose Prates.

## Tekst
Een vrije vertaling van de songtekst:
| Mas que nada                               | Mooi niet dus                         |
| Sai da minha frente                        | Ga uit de weg                         |
| Eu quero passar                            | Ik wil erlangs                        |
| Pois o samba está animado                  | Want deze samba is opzwepend          |
| O que eu quero é sambar                    | Wat ik wil is dansen                  |
| Este samba                                 | Deze samba                            |
| Que é misto de maracatu                    | Die een mix is van maracatu,          |
| É samba de preto velho                     | Is de samba van de oude zwarte man    |
| Samba de preto tu                          | De samba van de zwarte in jou         |
| Mas que nada                               | Mooi niet dus                         |
| Um samba como esse tão legal               | Een samba als deze is zo leuk         |
| Você não vai querer que eu chegue no final | Je wilt niet dat ik bij het einde kom |

## Nieuwe versie
Sérgio Mendes goot in 2006 voor het album Timeless zijn oude nummers in een nieuw jasje, met de samenwerking van veel verschillende (hiphop)artiesten. Met de Amerikaanse groep The Black Eyed Peas nam hij een nieuwe versie van Mas que nada op. Het werd internationaal in veel reclames rond het Wereldkampioenschap voetbal 2006 gebruikt, mede dankzij het (verwachte) resultaat van oud-wereldkampioen Brazilië. In het nummer wordt één keer de Portugese versie grotendeels gezongen, de rest is Engels en bestaat voornamelijk uit raps.
De populariteit van het nummer met een zomers ritme steeg snel in de maand juli. Dit was voornamelijk gedurende de tweede landelijke hittegolf van 2006, die meer dan twee weken duurde. Het nummer belandde op de eerste positie van de Nederlandse Top 40; daarmee was Mendes de oudste artiest ooit (65 jaar) die deze positie bekleedde. In de Single Top 100 kwam het niet verder dan de 2e positie.

### Trivia
Professioneel darter Diogo Portela gebruikt het nummer als opkomstnummer.

## Tracklisting van single
1. Mas que nada (radio-edit)
2. Mas que nada (masters At Work Remix)
3. Mas que nada (albumversie)

## Hitnoteringen
| Mas Que Nada in de Nederlandse Top 40 - binnen: 1 juli 2006 | Mas Que Nada in de Nederlandse Top 40 - binnen: 1 juli 2006 | Mas Que Nada in de Nederlandse Top 40 - binnen: 1 juli 2006 | Mas Que Nada in de Nederlandse Top 40 - binnen: 1 juli 2006 | Mas Que Nada in de Nederlandse Top 40 - binnen: 1 juli 2006 | Mas Que Nada in de Nederlandse Top 40 - binnen: 1 juli 2006 | Mas Que Nada in de Nederlandse Top 40 - binnen: 1 juli 2006 | Mas Que Nada in de Nederlandse Top 40 - binnen: 1 juli 2006 | Mas Que Nada in de Nederlandse Top 40 - binnen: 1 juli 2006 | Mas Que Nada in de Nederlandse Top 40 - binnen: 1 juli 2006 | Mas Que Nada in de Nederlandse Top 40 - binnen: 1 juli 2006 | Mas Que Nada in de Nederlandse Top 40 - binnen: 1 juli 2006 | Mas Que Nada in de Nederlandse Top 40 - binnen: 1 juli 2006 | Mas Que Nada in de Nederlandse Top 40 - binnen: 1 juli 2006 | Mas Que Nada in de Nederlandse Top 40 - binnen: 1 juli 2006 | Mas Que Nada in de Nederlandse Top 40 - binnen: 1 juli 2006 | Mas Que Nada in de Nederlandse Top 40 - binnen: 1 juli 2006 | Mas Que Nada in de Nederlandse Top 40 - binnen: 1 juli 2006 | Mas Que Nada in de Nederlandse Top 40 - binnen: 1 juli 2006 | Mas Que Nada in de Nederlandse Top 40 - binnen: 1 juli 2006 | Mas Que Nada in de Nederlandse Top 40 - binnen: 1 juli 2006 | Mas Que Nada in de Nederlandse Top 40 - binnen: 1 juli 2006 |
| Week                                                        | 1                                                           | 2                                                           | 3                                                           | 4                                                           | 5                                                           | 6                                                           | 7                                                           | 8                                                           | 9                                                           | 10                                                          | 11                                                          | 12                                                          | 13                                                          | 14                                                          | 15                                                          | 16                                                          | 17                                                          | 18                                                          | 19                                                          | 20                                                          |                                                             |
| ----------------------------------------------------------- | ----------------------------------------------------------- | ----------------------------------------------------------- | ----------------------------------------------------------- | ----------------------------------------------------------- | ----------------------------------------------------------- | ----------------------------------------------------------- | ----------------------------------------------------------- | ----------------------------------------------------------- | ----------------------------------------------------------- | ----------------------------------------------------------- | ----------------------------------------------------------- | ----------------------------------------------------------- | ----------------------------------------------------------- | ----------------------------------------------------------- | ----------------------------------------------------------- | ----------------------------------------------------------- | ----------------------------------------------------------- | ----------------------------------------------------------- | ----------------------------------------------------------- | ----------------------------------------------------------- | ----------------------------------------------------------- |
| Nummer                                                      | 14                                                          | 4                                                           | 4                                                           | 2                                                           | 1                                                           | 1                                                           | 2                                                           | 2                                                           | 3                                                           | 4                                                           | 4                                                           | 10                                                          | 11                                                          | 15                                                          | 18                                                          | 19                                                          | 19                                                          | 23                                                          | 28                                                          | 38                                                          | uit                                                         |

| Mas Que Nada in de Single Top 100 - binnen: 24 juni 2006 | Mas Que Nada in de Single Top 100 - binnen: 24 juni 2006 | Mas Que Nada in de Single Top 100 - binnen: 24 juni 2006 | Mas Que Nada in de Single Top 100 - binnen: 24 juni 2006 | Mas Que Nada in de Single Top 100 - binnen: 24 juni 2006 | Mas Que Nada in de Single Top 100 - binnen: 24 juni 2006 | Mas Que Nada in de Single Top 100 - binnen: 24 juni 2006 | Mas Que Nada in de Single Top 100 - binnen: 24 juni 2006 | Mas Que Nada in de Single Top 100 - binnen: 24 juni 2006 | Mas Que Nada in de Single Top 100 - binnen: 24 juni 2006 | Mas Que Nada in de Single Top 100 - binnen: 24 juni 2006 | Mas Que Nada in de Single Top 100 - binnen: 24 juni 2006 | Mas Que Nada in de Single Top 100 - binnen: 24 juni 2006 | Mas Que Nada in de Single Top 100 - binnen: 24 juni 2006 | Mas Que Nada in de Single Top 100 - binnen: 24 juni 2006 | Mas Que Nada in de Single Top 100 - binnen: 24 juni 2006 | Mas Que Nada in de Single Top 100 - binnen: 24 juni 2006 | Mas Que Nada in de Single Top 100 - binnen: 24 juni 2006 | Mas Que Nada in de Single Top 100 - binnen: 24 juni 2006 | Mas Que Nada in de Single Top 100 - binnen: 24 juni 2006 | Mas Que Nada in de Single Top 100 - binnen: 24 juni 2006 | Mas Que Nada in de Single Top 100 - binnen: 24 juni 2006 | Mas Que Nada in de Single Top 100 - binnen: 24 juni 2006 | Mas Que Nada in de Single Top 100 - binnen: 24 juni 2006 | Mas Que Nada in de Single Top 100 - binnen: 24 juni 2006 |
| Week                                                     | 1                                                        | 2                                                        | 3                                                        | 4                                                        | 5                                                        | 6                                                        | 7                                                        | 8                                                        | 9                                                        | 10                                                       | 11                                                       | 12                                                       | 13                                                       | 14                                                       | 15                                                       | 16                                                       | 17                                                       | 18                                                       | 19                                                       | 20                                                       | 21                                                       | 22                                                       | 23                                                       |                                                          |
| -------------------------------------------------------- | -------------------------------------------------------- | -------------------------------------------------------- | -------------------------------------------------------- | -------------------------------------------------------- | -------------------------------------------------------- | -------------------------------------------------------- | -------------------------------------------------------- | -------------------------------------------------------- | -------------------------------------------------------- | -------------------------------------------------------- | -------------------------------------------------------- | -------------------------------------------------------- | -------------------------------------------------------- | -------------------------------------------------------- | -------------------------------------------------------- | -------------------------------------------------------- | -------------------------------------------------------- | -------------------------------------------------------- | -------------------------------------------------------- | -------------------------------------------------------- | -------------------------------------------------------- | -------------------------------------------------------- | -------------------------------------------------------- | -------------------------------------------------------- |
| Nummer                                                   | 35                                                       | 5                                                        | 4                                                        | 2                                                        | 2                                                        | 3                                                        | 3                                                        | 4                                                        | 4                                                        | 6                                                        | 7                                                        | 10                                                       | 10                                                       | 16                                                       | 15                                                       | 16                                                       | 20                                                       | 24                                                       | 43                                                       | 35                                                       | 52                                                       | 69                                                       | 81                                                       | uit                                                      |

| Mas Que Nada in de Vlaamse Ultratop 50 - binnen: 24 juni 2006 | Mas Que Nada in de Vlaamse Ultratop 50 - binnen: 24 juni 2006 | Mas Que Nada in de Vlaamse Ultratop 50 - binnen: 24 juni 2006 | Mas Que Nada in de Vlaamse Ultratop 50 - binnen: 24 juni 2006 | Mas Que Nada in de Vlaamse Ultratop 50 - binnen: 24 juni 2006 | Mas Que Nada in de Vlaamse Ultratop 50 - binnen: 24 juni 2006 | Mas Que Nada in de Vlaamse Ultratop 50 - binnen: 24 juni 2006 | Mas Que Nada in de Vlaamse Ultratop 50 - binnen: 24 juni 2006 | Mas Que Nada in de Vlaamse Ultratop 50 - binnen: 24 juni 2006 | Mas Que Nada in de Vlaamse Ultratop 50 - binnen: 24 juni 2006 | Mas Que Nada in de Vlaamse Ultratop 50 - binnen: 24 juni 2006 | Mas Que Nada in de Vlaamse Ultratop 50 - binnen: 24 juni 2006 | Mas Que Nada in de Vlaamse Ultratop 50 - binnen: 24 juni 2006 | Mas Que Nada in de Vlaamse Ultratop 50 - binnen: 24 juni 2006 | Mas Que Nada in de Vlaamse Ultratop 50 - binnen: 24 juni 2006 | Mas Que Nada in de Vlaamse Ultratop 50 - binnen: 24 juni 2006 | Mas Que Nada in de Vlaamse Ultratop 50 - binnen: 24 juni 2006 | Mas Que Nada in de Vlaamse Ultratop 50 - binnen: 24 juni 2006 | Mas Que Nada in de Vlaamse Ultratop 50 - binnen: 24 juni 2006 | Mas Que Nada in de Vlaamse Ultratop 50 - binnen: 24 juni 2006 |
| Week                                                          | 1                                                             | 2                                                             | 3                                                             | 4                                                             | 5                                                             | 6                                                             | 7                                                             | 8                                                             | 9                                                             | 10                                                            | 11                                                            | 12                                                            | 13                                                            | 14                                                            | 15                                                            | 16                                                            | 17                                                            | 18                                                            |                                                               |
| ------------------------------------------------------------- | ------------------------------------------------------------- | ------------------------------------------------------------- | ------------------------------------------------------------- | ------------------------------------------------------------- | ------------------------------------------------------------- | ------------------------------------------------------------- | ------------------------------------------------------------- | ------------------------------------------------------------- | ------------------------------------------------------------- | ------------------------------------------------------------- | ------------------------------------------------------------- | ------------------------------------------------------------- | ------------------------------------------------------------- | ------------------------------------------------------------- | ------------------------------------------------------------- | ------------------------------------------------------------- | ------------------------------------------------------------- | ------------------------------------------------------------- | ------------------------------------------------------------- |
| Nummer                                                        | 45                                                            | 16                                                            | 12                                                            | 8                                                             | 8                                                             | 7                                                             | 7                                                             | 7                                                             | 8                                                             | 7                                                             | 9                                                             | 15                                                            | 22                                                            | 25                                                            | 25                                                            | 24                                                            | 31                                                            | 48                                                            | uit                                                           |

### NPO Radio 2 Top 2000
| Nummer met noteringen in de NPO Radio 2 Top 2000 | '00  | '01-'05 | '06  |
| ------------------------------------------------ | ---- | ------- | ---- |
| Mas que nada                                     | 1389 | -       | 1832 |

1. ↑  Een '-' betekent dat het nummer niet was genoteerd en een vetgedrukt getal geeft de hoogste notering aan.
2. ↑  2000 was het eerste jaar met een notering voor dit nummer.
3. ↑  Deze tabel is bijgewerkt tot en met de laatste editie (2024).

Will.i.am · Apl.de.ap · Taboo · Fergie